# Solonešenskij rajon
Il Solonešenskij rajon (in russo Солонешенский район?) è un rajon del kraj dell'Altaj, nella Russia asiatica.